# Matriz hermitiana

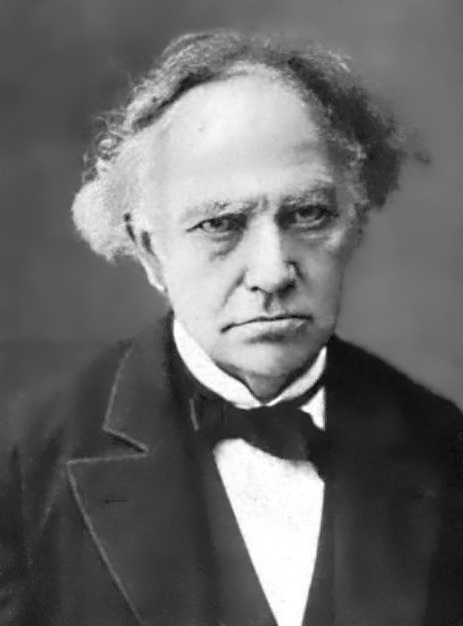
Charles Hermite, matemático francés

Una matriz hermitiana (o hermítica, en memoria del matemático francés Charles Hermite) es una matriz cuadrada de elementos complejos que tiene la característica de ser igual a su propia traspuesta conjugada. Es decir, el elemento en la i-ésima fila y j-ésima columna es igual al conjugado del elemento en la j-ésima fila e i-ésima columna, para todos los índices i y j:
{\displaystyle a_{i,j}={\overline {a_{j,i}}}}
o, escrita con la traspuesta conjugada A*:
{\displaystyle A=(A^{T})^{*}\;}
Por ejemplo,
{\displaystyle A={\begin{bmatrix}3&2+i\\2-i&1\end{bmatrix}}}
es una matriz hermítica.

## Propiedades
1. Sea {\displaystyle A=B+iC\,}, donde {\displaystyle A\,} es hermitiana y {\displaystyle B\,} y {\displaystyle C\,} reales, entonces {\displaystyle B\,} es simétrica ({\displaystyle B=B^{T}\,}) y {\displaystyle C\,} antisimétrica ({\displaystyle C=-C^{T}\,}).
2. La inversa de una matriz hermitiana es también hermitiana, siempre y cuando la matriz inicial sea invertible ({\displaystyle \det A\neq 0}).
3. En relación con la propiedad 1, los autovalores de estas matrices son reales.
4. En una matriz hermitiana, los elementos de la diagonal principal son reales.
5. El determinante de una matriz hermitiana es un número real.

## Diagonalización de matrices hermíticas
Sea {\displaystyle A\in \Bbbk ^{n\times n}\,\,(\Bbbk =\mathbb {R} \,\,{\text{ó}}\,\,\mathbb {C} )} Hermítica, es decir {\displaystyle A=A^{H}\,}. Entonces {\displaystyle A\,} es diagonalizable unitariamente. O sea, se la puede descomponer de la siguiente manera:
{\displaystyle A=P\cdot \Delta \cdot P^{H}}
En donde:
1. {\displaystyle P\,} es una matriz unitaria y el conjunto {\displaystyle \operatorname {col} (P)\,} es ortonormal y está formado por autovectores de {\displaystyle A\,} asociados a sus respectivos autovalores. Estos vectores deben ir en orden, respecto de sus autovalores.
2. {\displaystyle \Delta =\operatorname {diag} \left[\lambda _{1}\quad \cdots \quad \lambda _{n}\right]^{T}} una matriz diagonal formada con autovalores de {\displaystyle A\,} (todos reales)

### Propiedades
- {\displaystyle P\in \Bbbk ^{n\times n}} es unitaria si y sólo si {\displaystyle P\cdot P^{H}=P^{H}\cdot P=I_{n}} lo que implica que son ortogonales, es decir, {\displaystyle \quad \operatorname {col} _{i}(P)\,\,\bot \,\,\operatorname {col} _{j}(P^{H})} para todo i distinto de j, y si i es igual a j entonces {\displaystyle \langle \operatorname {col} _{i}(P),\,\,\operatorname {col} _{i}(P^{H})\rangle =1}. Donde {\displaystyle \langle \cdot ,\cdot \rangle } es el producto interno canónico en {\displaystyle \Bbbk ^{n}}.

Entonces el conjunto {\displaystyle \operatorname {col} (P)\,} es una base ortonormal de {\displaystyle \Bbbk ^{n}\,}. Observar que la implicación de que el producto interno de 1 si coinciden los subíndices, implica que {\displaystyle \operatorname {fil} (P)\,} es un conjunto ortonormal.
Caso particular: cuando la matriz unitaria cumple además {\displaystyle P=P^{T}\,} (observar que se trata sólo del caso real), entonces ocurre que {\displaystyle P\cdot P^{T}=P\cdot P=P^{2}=I_{n}}. En este caso la matriz {\displaystyle P\,} se dice involutiva y está asociada a una reflexión respecto de un plano. Ver transformación de Householder
- Analicemos el siguiente caso suponiendo {\displaystyle A\cdot v=\lambda \cdot v}. O sea {\displaystyle \lambda \in \Bbbk } autovalor de {\displaystyle A\,} asociado al autovector {\displaystyle v\in \Bbbk ^{n}}:

{\displaystyle {\overline {\lambda }}\langle v,v\rangle =\langle \lambda v,v\rangle =\langle Av,v\rangle =(Av)^{H}\cdot v=v^{H}A^{H}\cdot v=v^{H}A\cdot v=\langle v,Av\rangle =\langle v,\lambda v\rangle =\lambda \langle v,v\rangle }
De donde
{\displaystyle {\overline {\lambda }}\langle v,v\rangle =\lambda \langle v,v\rangle \Longleftrightarrow {\overline {\lambda }}=\lambda \Longleftrightarrow \lambda \in \mathbb {R} }
- Sean {\displaystyle v_{1},\cdots ,v_{n}} autovectores de la matriz Hermítica {\displaystyle A\in \Bbbk ^{n\times n}\,} asociados a los autovalores {\displaystyle \lambda _{1},\cdots ,\lambda _{n}} respectivamente. Supongamos que al menos, existe un par de estos últimos distintos, es decir, {\displaystyle \lambda _{i}\neq \lambda _{j}\,} para algún par {\displaystyle 1\leq i,j\leq n,\quad i\neq j}. Entonces {\displaystyle v_{i}\,\,\bot \,\,v_{j}}. Es decir, autovectores asociados a autovalores distintos son ortogonales

{\displaystyle \lambda _{i}\langle v_{i},v_{j}\rangle =\langle \lambda _{i}v_{i},v_{j}\rangle =\langle Av_{i},v_{j}\rangle =v^{H}A^{H}v_{j}=v^{H}Av_{j}=\langle v_{i},Av_{j}\rangle =\langle v_{i},\lambda _{j}v_{j}\rangle =\lambda _{j}\langle v_{i},v_{j}\rangle \,}
De donde
{\displaystyle \lambda _{i}\langle v_{i},v_{j}\rangle =\lambda _{j}\langle v_{i},v_{j}\rangle \Longleftrightarrow (\lambda _{i}-\lambda _{j})\langle v_{i},v_{j}\rangle =0\Longleftrightarrow v_{i}\,\,\bot \,\,v_{j}}

## Ejemplos
1) Sea {\displaystyle A={\begin{bmatrix}1&2\\2&1\\\end{bmatrix}}} una matriz real simétrica (caso particular de Hermítica, con Imag(A) = 0). Entonces, se ve que {\displaystyle \lambda _{1}=3\,} es autovalor de {\displaystyle A\,} asociado al autovector {\displaystyle v_{1}={\binom {1}{1}}}, es decir que el autoespacio asociado a este autovalor es {\displaystyle S_{\lambda _{1}}=\operatorname {gen} {\Big \{}{\binom {1}{1}}{\Big \}}}
El otro autovalor es {\displaystyle \lambda _{2}=-1\,} asociado al autovector {\displaystyle v_{2}={\binom {-1}{1}}}, es decir que el autoespacio asociado a este autovalor es {\displaystyle S_{\lambda _{2}}=\operatorname {gen} {\Big \{}{\binom {-1}{1}}{\Big \}}}
Como se puede ver, {\displaystyle (\,\,v_{1}\,\,,\,\,v_{2}\,\,)=0\,}; es decir, son ortogonales. O sea {\displaystyle S_{\lambda _{1}}\oplus S_{\lambda _{2}}=\mathbb {R} ^{2}}
La descomposición de la matriz es:
{\displaystyle A={\begin{bmatrix}{\frac {1}{\sqrt {2}}}&-{\frac {1}{\sqrt {2}}}\\{\frac {1}{\sqrt {2}}}&{\frac {1}{\sqrt {2}}}\\\end{bmatrix}}\cdot {\begin{bmatrix}3&0\\0&-1\\\end{bmatrix}}\cdot {\begin{bmatrix}{\frac {1}{\sqrt {2}}}&{\frac {1}{\sqrt {2}}}\\-{\frac {1}{\sqrt {2}}}&{\frac {1}{\sqrt {2}}}\\\end{bmatrix}}}
O si no:
{\displaystyle A={\begin{bmatrix}-{\frac {1}{\sqrt {2}}}&{\frac {1}{\sqrt {2}}}\\{\frac {1}{\sqrt {2}}}&{\frac {1}{\sqrt {2}}}\\\end{bmatrix}}\cdot {\begin{bmatrix}-1&0\\0&3\\\end{bmatrix}}\cdot {\begin{bmatrix}-{\frac {1}{\sqrt {2}}}&{\frac {1}{\sqrt {2}}}\\{\frac {1}{\sqrt {2}}}&{\frac {1}{\sqrt {2}}}\\\end{bmatrix}}}